# Énri Óg mac Énri
Énri Óg mac Énri  (mort le 21 juillet 1498) est  roi de Tir Éogain de 1493 à 1498.

## Contexte
Énri Óg mac Énri est le cinquième fils de  Énri mac Eóghain et le frère puîné de Conn mac Énri et de Domhnall Clarach Ó Néill .
Après l'abdication en 1483 de Énri mac Eóghain l’aîné de ses fils survivant Conn mac Enri lui succède comme roi de  Tir Éogain. l'ambitieux Énri Óg (c'est-à-dire Le Jeune) fait mettre traîtreusement à mort son ainé le 8 janvier 1493 et tente de s'emparer du pouvoir au détriment Domhnall Clarach Ó Néill l'héritier légitime dans le contexte de la Tanistrie. Le conflit entre les deux frères se poursuit jusqu'en 1497 lorsque  Énri Óg réussit à circonvenir son aîné par des présents pour qu'il lui cède la prééminence. Son règne est bref car il est assassiné dès le 21 juillet 1498  avec son fils Feidlimidh par deux fils de Conn mac Énri;  Toirdhealbhach (mort en 1501) et Conn Bachach  alors qu'il rend visite dans sa résidence de Tuath-Echadha, à un autre membre de la famille Ui Neill Art mac Aodha, fils du tanaiste d'Aedh mac Eóghan (mort en 1475) et petit-fils de Eóghan mac Néill Óig.
Il laisse deux fils Enri († 1509) et Ruaidri † 1541) mais c'est son frère Domhnall Clarach Ó Néill qui lui succède alors sans contestation.